# Unione Sportiva Palermo 1961-1962
Questa voce raccoglie le informazioni riguardanti l'Unione Sportiva Palermo nelle competizioni ufficiali della stagione 1961-1962.

## Stagione
Appena promosso in Serie A con il precedente 3º posto ottenuto, dopo un avvio "disastroso" il Palermo si posiziona all'8º posto nel massimo campionato, in una delle più positive e indimenticabili annate della storia rosanero, prima delle imprese dell'inizio del XXI secolo.
Tra i risultati positivi conquistati, più esaltanti e in evidenza, si ricorda un 2-4 per i rosa in trasferta allo Stadio Olimpico Grande Torino contro la Juventus, campione in carica, il 18 febbraio 1962.
Si giocarono anche i primi derby siciliani in massima serie con il Catania.
In Coppa Italia la squadra entra in competizione dal secondo turno, dove viene subito eliminata dalla Lazio (1-0).
Fu l'annata del Palermo miracolo costruito dal segretario Totò Vilardo.

## Rosa
| N. |                    | Ruolo | Calciatore        |
| -- | ------------------ | ----- | ----------------- |
|    | Italia (bandiera)  | P     | Carlo Mattrel     |
|    | Italia (bandiera)  | P     | Giorgio De Rossi  |
|    | Italia (bandiera)  | D     | Tarcisio Burgnich |
|    | Italia (bandiera)  | D     | Vittorio Calvani  |
|    | Italia (bandiera)  | D     | Bruno Giorgi      |
|    | Italia (bandiera)  | C     | Giorgio Sereni    |
|    | Italia (bandiera)  | C     | Enzo Benedetti    |
|    | Italia (bandiera)  | C     | Alberto Malavasi  |
|    | Brasile (bandiera) | C     | Fernando          |
|    | Svezia (bandiera)  | C     | Rune Börjesson    |
|    | Italia (bandiera)  | C     | Giancarlo Prato   |

| N. |                    | Ruolo | Calciatore        |
| -- | ------------------ | ----- | ----------------- |
|    | Italia (bandiera)  | C     | Fulvio Mosca      |
|    | Italia (bandiera)  | C     | Francesco Casisa  |
|    | Italia (bandiera)  | C     | Luigi Sardei      |
|    | Italia (bandiera)  | C     | Eugenio Fantini   |
|    | Italia (bandiera)  | C     | Piero Ferri       |
|    | Italia (bandiera)  | A     | Luigi De Robertis |
|    | Turchia (bandiera) | A     | Metin Oktay       |
|    | Italia (bandiera)  | A     | Santino Maestri   |
|    | Italia (bandiera)  | A     | Elio Ferrazzi     |
|    | Italia (bandiera)  | A     | Agostino De Nardi |

## Calciomercato

### Sessione estiva
| Acquisti | Acquisti          | Acquisti         | Acquisti |
| R.       | Nome              | da               | Modalità |
| -------- | ----------------- | ---------------- | -------- |
| D        | Elio Ferrazzi     | Brescia          | -        |
| C        | Giancarlo Prato   | Simmenthal-Monza | -        |
| C        | Ferdinando        | Sporting Lisbona | -        |
| C        | Piero Ferri       | Ozo Mantova      | -        |
| A        | Metin Oktay       | Galatasaray      | -        |
| A        | Luigi De Robertis | Bari             | -        |

| Cessioni | Cessioni     | Cessioni | Cessioni |
| R.       | Nome         | a        | Modalità |
| -------- | ------------ | -------- | -------- |
| A        | Paolo Morosi | Reggiana | -        |

### Sessione autunnale
| Acquisti | Acquisti       | Acquisti | Acquisti |
| R.       | Nome           | da       | Modalità |
| -------- | -------------- | -------- | -------- |
| C        | Rune Börjesson | Juventus | -        |

| Cessioni | Cessioni | Cessioni | Cessioni |
| R.       | Nome     | a        | Modalità |
| -------- | -------- | -------- | -------- |

## Risultati

### Serie A

#### Girone di andata
| Arbitro: | Angonese (Mestre) |

|             |           |  |
| Nielsen 67’ | Marcatori |  |

| Arbitro: | Francescon (Padova) |

|           |           |                                  |
| Metin 59’ | Marcatori | 41’ Cervato 42’ Gori 44’ Novelli |

| Palermo 10 settembre 1961 3ª giornata | Palermo           | 0 – 0 | Milan | Stadio La Favorita\| Arbitro: \| Roversi (Bologna) \| |
| Arbitro:                              | Roversi (Bologna) |       |       |                                                       |

| Arbitro: | Leita (Udine) |

|                                                                   |           |                              |
| Benedetti 5’ (aut.) Orlando 57’ Angelillo 58’, 75’ Manfredini 88’ | Marcatori | 42’ (aut.) Corsini 78’ Metin |

| Catania 17 settembre 1961 5ª giornata | Catania           | 0 – 0 | Palermo | Stadio Cibali\| Arbitro: \| Grignani (Milano) \| |
| Arbitro:                              | Grignani (Milano) |       |         |                                                  |

| Arbitro: | Adami (Roma) |

|              |           |  |
| Fernando 22’ | Marcatori |  |

| Arbitro: | Di Tonno (Lecce) |

|  |           |                          |
|  | Marcatori | 71’ Fernando 86’ Maestri |

| Arbitro: | Genel (Trieste) |

|  |           |            |
|  | Marcatori | 26’ Hamrin |

| Palermo 8 ottobre 1961 9ª giornata | Palermo         | 0 – 0 | Juventus | Stadio La Favorita\| Arbitro: \| Rigato (Mestre) \| |
| Arbitro:                           | Rigato (Mestre) |       |          |                                                     |

| Padova 22 ottobre 1961 10ª giornata | Padova       | 0 – 0 | Palermo | Stadio Silvio Appiani\| Arbitro: \| Adami (Roma) \| |
| Arbitro:                            | Adami (Roma) |       |         |                                                     |

| Arbitro: | Marchese (Napoli) |

|                  |           |  |
| Corso 29’ (rig.) | Marcatori |  |

| Arbitro: | De Marchi (Pordenone) |

|            |           |  |
| Sereni 46’ | Marcatori |  |

| Arbitro: | Samani (Trieste) |

|              |           |  |
| Fernando 70’ | Marcatori |  |

| Arbitro: | Babini (Ravenna) |

|                           |           |  |
| Giagnoni 41’ Allemann 77’ | Marcatori |  |

| Arbitro: | De Robbio (Torre Annunziata) |

|  |           |               |
|  | Marcatori | 90’ Borjesson |

| Arbitro: | Righi (Milano) |

|              |           |  |
| Fernando 40’ | Marcatori |  |

| Arbitro: | Jonni (Macerata) |

|                 |           |  |
| De Robertis 83’ | Marcatori |  |

#### Girone di ritorno
| Arbitro: | Francescon (Padova) |

|             |           |  |
| Maestri 43’ | Marcatori |  |

| Arbitro: | Angonese (Mestre) |

|  |           |                               |
|  | Marcatori | 54’ Borjesson 74’ De Robertis |

| Arbitro: | Francescon (Padova) |

|                                 |           |  |
| Danova 33’ Sani 44’ Barison 57’ | Marcatori |  |

| Palermo 14 gennaio 1962 21ª giornata | Palermo          | 0 – 0 | Roma | Stadio La Favorita\| Arbitro: \| Jonni (Macerata) \| |
| Arbitro:                             | Jonni (Macerata) |       |      |                                                      |

| Palermo 22 gennaio 1962 22ª giornata | Palermo               | 0 – 0 | Catania | Stadio La Favorita\| Arbitro: \| De Marchi (Pordenone) \| |
| Arbitro:                             | De Marchi (Pordenone) |       |         |                                                           |

| Arbitro: | Gambarotta (Genova) |

|             |           |  |
| Tesconi 75’ | Marcatori |  |

| Arbitro: | Angonese (Mestre) |

|                                     |           |                     |
| Malavasi 32’ Fernando 46’ Metin 85’ | Marcatori | 74’ (rig.) Vincenzi |

| Arbitro: | De Marchi (Pordenone) |

|                            |           |  |
| Milani 3’ Prato 42’ (aut.) | Marcatori |  |

| Arbitro: | Samani (Trieste) |

|                                 |           |                                          |
| Ferrazzi 21’ (aut.) Charles 48’ | Marcatori | 11’ Prato 68’, 77’ Fernando 82’ Burgnich |

| Arbitro: | Di Tonno (Lecce) |

|           |           |  |
| Prato 45’ | Marcatori |  |

| Arbitro: | Adami (Roma) |

|              |           |  |
| Fernando 66’ | Marcatori |  |

| Arbitro: | Roversi (Bologna) |

|                         |           |                |
| Maschio 1’ Olivieri 11’ | Marcatori | 10’, 85’ Prato |

| Arbitro: | Rigato (Mestre) |

|                          |           |              |
| Di Giacomo 17’ Gotti 37’ | Marcatori | 11’ Fernando |

| Arbitro: | D'Agostini (Roma) |

|              |           |             |
| Fernando 25’ | Marcatori | 15’ Sormani |

| Arbitro: | Politano (Genova) |

|                    |           |                                       |
| Burelli 70’ (aut.) | Marcatori | 67’ Selmosson 82’ Rozzoni 88’ Beretta |

| Arbitro: | Campanati (Milano) |

|                         |           |                         |
| Vernazza 9’ Vastola 71’ | Marcatori | 43’ Mosca 74’ Borjesson |

| Arbitro: | Ferrari (Milano) |

|                         |           |  |
| C. Crippa 22’, 63’, 67’ | Marcatori |  |

### Coppa Italia

#### Turni eliminatori
| Arbitro: | Angelini (Firenze) |

|           |           |  |
| Prini 35’ | Marcatori |  |

## Statistiche

### Statistiche di squadra
| Competizione | Punti | In casa | In casa | In casa | In casa | In casa | In casa | In trasferta | In trasferta | In trasferta | In trasferta | In trasferta | In trasferta | Totale | Totale | Totale | Totale | Totale | Totale | DR |
| Competizione | Punti | G       | V       | N       | P       | Gf      | Gs      | G            | V            | N            | P            | Gf           | Gs           | G      | V      | N      | P      | Gf     | Gs     | DR |
| ------------ | ----- | ------- | ------- | ------- | ------- | ------- | ------- | ------------ | ------------ | ------------ | ------------ | ------------ | ------------ | ------ | ------ | ------ | ------ | ------ | ------ | -- |
| Serie A      | 35    | 17      | 9       | 5       | 3       | 14      | 9       | 17           | 4            | 4            | 9            | 16           | 26           | 34     | 13     | 9      | 12     | 30     | 35     | -5 |
| Coppa Italia | -     | -       | -       | -       | -       | -       | -       | 1            | 0            | 0            | 1            | 0            | 1            | 1      | 0      | 0      | 1      | 0      | 1      | -1 |
| Totale       | -     | 17      | 9       | 5       | 3       | 14      | 9       | 18           | 4            | 4            | 10           | 16           | 27           | 35     | 13     | 9      | 13     | 30     | 36     | -6 |

### Statistiche dei giocatori
| Giocatore      | Serie A  | Serie A | Coppa Italia | Coppa Italia | Totale   | Totale |
| Giocatore      | Presenze | Reti    | Presenze     | Reti         | Presenze | Reti   |
| -------------- | -------- | ------- | ------------ | ------------ | -------- | ------ |
| E. Benedetti   | 33       | 0       | 1            | 0            | 34       | 0      |
| R. Börjesson   | 15       | 3       | 0            | 0            | 15       | 3      |
| T. Burgnich    | 31       | 1       | 1            | 0            | 32       | 1      |
| V. Calvani     | 34       | 0       | 0            | 0            | 34       | 0      |
| F. Casisa      | 1        | 0       | 0            | 0            | 1        | 0      |
| A. De Nardi    | 1        | 0       | 0            | 0            | 1        | 0      |
| L. De Robertis | 21       | 2       | 0            | 0            | 21       | 2      |
| G. De Rossi    | 0        | -0      | 0            | -0           | 0        | -0     |
| E. Fantini     | 8        | 0       | 0            | 0            | 8        | 0      |
| Fernando       | 33       | 10      | 1            | 0            | 34       | 10     |
| E. Ferrazzi    | 15       | 0       | 1            | 0            | 16       | 0      |
| P. Ferri       | 3        | 0       | 0            | 0            | 3        | 0      |
| S. Maestri     | 26       | 2       | 1            | 0            | 27       | 2      |
| A. Malavasi    | 34       | 1       | 1            | 0            | 35       | 1      |
| C. Mattrel     | 34       | -35     | 1            | -1           | 35       | -36    |
| F. Mosca       | 10       | 1       | 1            | 0            | 11       | 1      |
| M. Oktay       | 12       | 3       | 0            | 0            | 12       | 3      |
| G. Prato       | 22       | 4       | 0            | 0            | 22       | 4      |
| L. Sardei      | 7        | 0       | 1            | 0            | 8        | 0      |
| G. Sereni      | 34       | 1       | 1            | 0            | 35       | 1      |